# Eduardo García Maroto
Eduardo García Maroto (Jaén, 14 de diciembre de 1903 - Madrid, 26 de noviembre de 1989) fue un director, guionista, montador y productor de cine español. Inició su carrera en el cine mudo, por lo que se le considera decano del cine en España, y a lo largo de su vida realizó la mayoría de tareas relacionadas con este medio. Como creador aportó un particular sentido del humor y una gran sensibilidad para los temas humanos y sociales. También se han valorado sus innovaciones en los aspectos técnicos y artísticos, con el reconocimiento del premio del Círculo de Escritores Cinematográficos, al mejor guion por Tres eran tres (1958).
En teatro, montó Los amantes de Teruel (1955) en el marco de la capital turolense; y destacó como crítico teatral y de cine en diarios como ABC. Con el seudónimo de Marisa Barba publicó artículos en la revista de humor Hermano Lobo.

## Primeros años
Nacido en Jaén en 1903, uno de los siete hijos de una familia de clase media; su padre fue ingeniero militar en la campaña de Cuba. Pasó su infancia en varias ciudades españolas, a las que la familia se trasladaba en función de los servicios que su padre desempeñaba en distintas centrales eléctricas. Tras intentar, sin éxito, ingresar en el Cuerpo de Correos, acabó trabajando de contable en la Compañía Nacional de Telegrafía sin hilos, en Madrid. En esa época empieza a cristalizarse su pasión por el cine, lo que le lleva a colaborar como corresponsal en "Cine Revista", una modesta publicación catalana dedicada al incipiente séptimo arte.
Se estrena como actor improvisado en el Retiro madrileño el 29 de septiembre de 1923, gracias a su amistad con el técnico principal de los estudios Madrid Film.
Con apenas 20 años, interviene en la guerra del Rif en el Marruecos español cuando el Segundo Regimiento de Zapadores Minadores, en el que se ha alistado, es destacado en Larache. Regresó ileso, y pronto recuperó su contacto con el reducido círculo cinematográfico madrileño, entrando finalmente a trabajar como montador en "Madrid Film" el 26 de abril de 1924.

## Vida en el cine

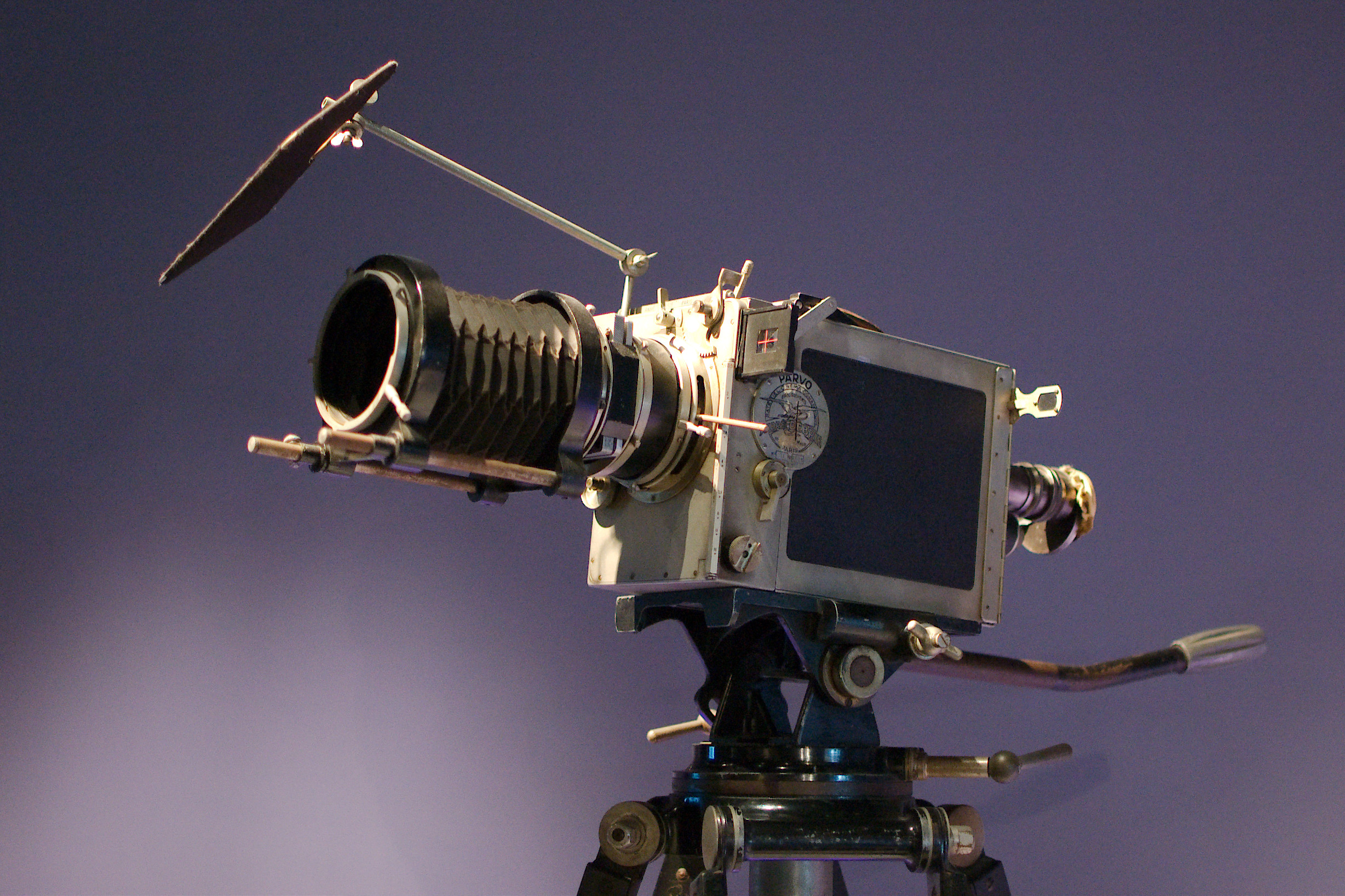
Cámara cinematográfica Debrie modelo Parvo (35 mm) de 1927. Museo de la Imagen en Movimiento, Astoria, Nueva York.

Durante casi cinco años trabaja como ayudante de operador con Bernardo Perrote, un tan anónimo como destacado técnico de los orígenes del cine español, familiarizándose además con la mayoría de los oficios relacionados con el oficio cinematográfico. También se inicia como actor en películas relativamente populares en su época como Viva Madrid que es mi pueblo (1928), de Fernando Delgado.
Ante la expansión del cine sonoro, García Maroto viajó a París. Allí, además de aprender las nuevas técnicas de montaje, entró en contacto con la élite de la joven industria cinematográfica y algunos de sus más valiosos creadores, como René Clair.
A su regreso, ya iniciada la década de 1930, consiguió plaza de montador-jefe de los Estudios CEA, trabajando en largometrajes de Florián Rey como Nobleza baturra y muchos de ellos protagonizados por Imperio Argentina, la gran estrella de la Segunda República. Comenzó a colaborar con Miguel Mihura en varios cortometrajes cómicos como Una de fieras, Una de miedo, Y, ahora, una de ladrones. En 1935, contratado por Cifesa, dirigió su primer largometraje La hija del penal, con actores como Catalina Bárcena, Antonio Vico, Carmen de Lucio y Blanca Negri. En 1939 rodó Los cuatro Robinsones, adaptación de una comedia de Pedro Muñoz Seca y con actores como Antonio Vico, Alberto Romea y Mary Santpere. En ese periodo se inicia como humorista gráfico en la prensa.
La guerra civil española le sorprendió en Córdoba iniciando el rodaje de El genio alegre, sobre una comedia de los hermanos Álvarez Quintero y dirigida por Fernando Delgado. Pasó parte de la contienda en Portugal, donde posteriormente dirigió las coproducciones A mantilha de Beatriz (1946) y Nao a rapases maos (1947), esta última sobre "La ciudad de los muchachos" de Edward J. Flanagan.
Entre 1955 y 1970 fue director de producción en superproducciones estadounidenses rodadas en España, como: Orgullo y pasión de Stanley Kramer, Salomón y la reina de Saba de King Vidor, Espartaco de Stanley Kubrick, o Patton de Franklin J. Schaffner.
En 1960, García Maroto y el productor Octavio Lieman crearon la Fundación Española de Cine Infantil (FECI), cuyo único fruto de su breve existencia fueron las Aventuras de Don Quijote (1961), primer y único episodio del proyecto.

## Filmografía
El propio García Maroto facilita en su libro una lista de las películas y cortos de cine mudo y sonoro en las que participó como ayudante de operador, montador, director, productor e incluso actor del reparto. La mayoría del material se perdió en los incendios sufridos en los laboratorios madrileños donde se almacenaban sus negativos. De su obra personal apenas han sobrevivido terceras copias, hoy en la Filmoteca Española, de tres de los cortos tempranos y fragmentos de La hija del penal.

### Cine mudo
- Una aventuras de Luis Candelas (1926)
- El conde de Maravillas (1926)
- El dos de mayo (1927)
- Los misterios de la imperial Toledo (1927)
- Las de Méndez (1927)
- La muñeca rota (1927)
- Los hijos del trabajo (1927)
- Al Hollywood madrileño (1927)
- Sortilegio (1927)
- Viva Madrid, que es mi pueblo (1928)
- El gordo de navidad (1929)
- 48 pesetas de taxi (1930)

Y ya en el periodo del cine sonoro:

### Como montador
- Prim (1930)
- Fermín Galán (1932)
- El agua en el suelo (1933)
- La dolorosa (1934)
- La bien pagada (1935)
- Nobleza baturra (1935)
- Don Quintín el amargao (1935)
- Currito de la Cruz (1936)
- Raza (1941)

### Como director
- La hija del penal (1935)
- Los cuatro Robinsones (1939)
- Oro vil (1941)
- Schottis (1942)
- ¿Por qué vivís tan tristes? (1941)
- Mi fantástica esposa (1943)
- Tres eran tres (1954)

### Cortometrajes dirigidos
- Cuento oriental (1933) -filme para menores-
- Una de fieras (1934)
- Una de miedo (1934)
- Una de ladrones (1934)
- La mantilla de Beatriz (1945)
- Não Há Rapazes Maus (No hay chicos malos) (1946)
- La otra sombra (1948)
- Truhanes de honor (1952)
- Aventuras de Don Quijote (1961)

### Como director de producción
- Alejandro Magno (1956)
- Orgullo y pasión (1957)
- Salomón y la reina de Saba (1959)
- Espartaco (1960)
- El coronel Von Ryan (1965)
- El regreso de los siete magníficos (1966)
- Villa cabalga (1968)
- Antes amar... después matar (1969)
- Patton (1970)

## Memorias
A partir de sus escritos autobiográficos, (en los que García Maroto había trabajado durante los últimos años de su vida y de los que se hizo una versión radiofónica en la efímera Radio El País) se realizó un documental con guion de Luis Mamerto López-Tapia y Javier Caballero, titulado Memorias de un peliculero, estrenado en 2007.
En 1987 celebró sus bodas de oro con Angelines Matilla, con la que tuvo cinco hijos. Sus tres hijos varones han alcanzado cierto relieve en diferentes campos relacionados con la comunicación: el primogénito, Luis en el mundo del teatro independiente y la sociología del teatro infantil; Eduardo como teórico de multimedia y alto directivo en empresas de medios; y Agustín, el benjamín, en el apartado docente como especialista en comunicación audiovisual.

## Premios
Medallas del Círculo de Escritores Cinematográficos
| Año  | Categoría   | Película       | Resultado |
| ---- | ----------- | -------------- | --------- |
| 1954 | Mejor guion | Tres eran tres | Ganador   |